# 古太古代

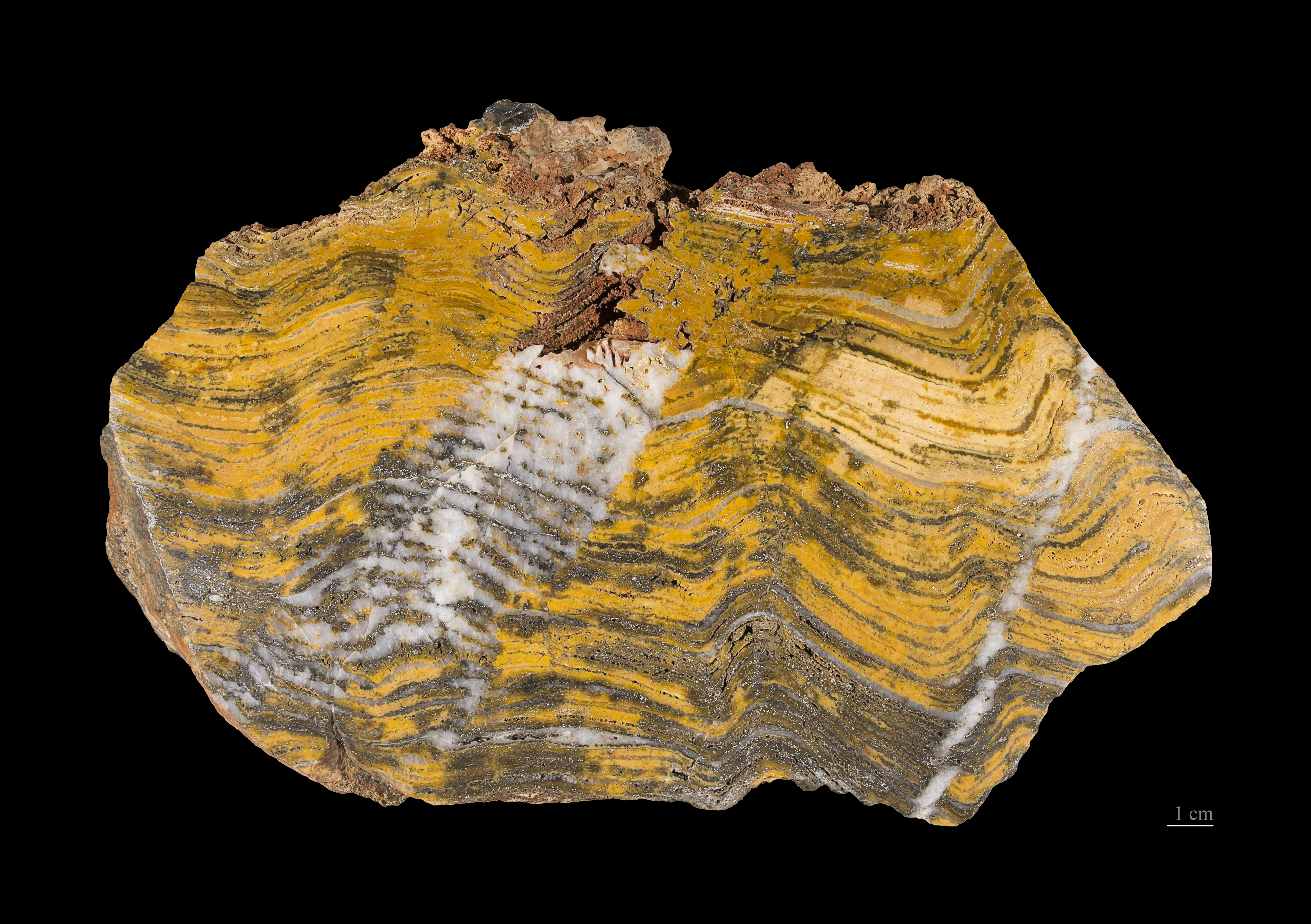
古太古代菌毯形成的叠层石化石，来自西澳大利亚州皮尔巴拉克拉通

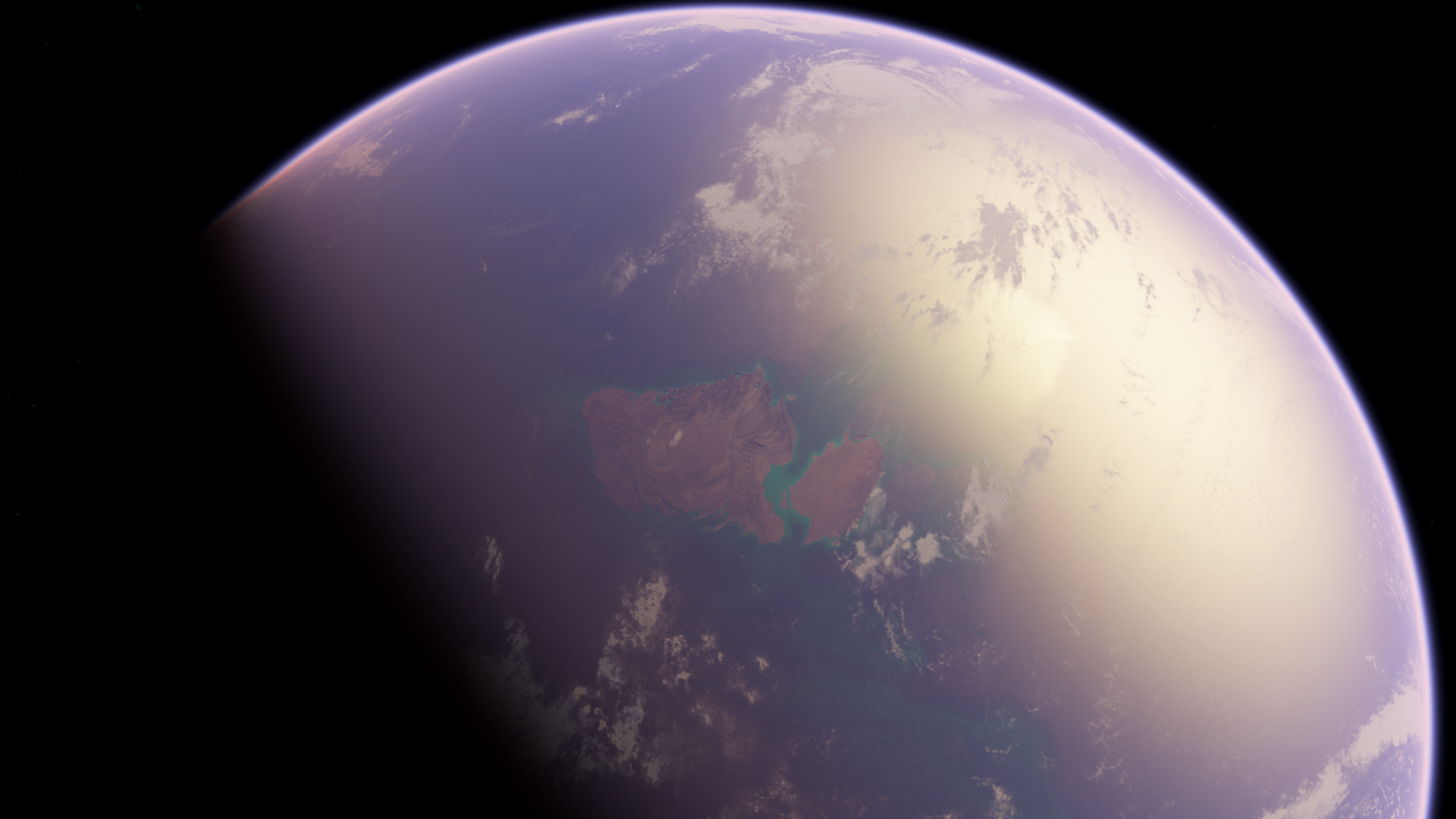
瓦巴拉大陆的艺术想象图

古太古代，或早太古代是太古宙第二个代，年代为3600至3200Ma——古太古代被精密定时，不与地球上任何岩层有关。最早的确切有生微生物席化石有3480Ma老，在西澳大利亚州Dresser组发现。瓦巴拉大陆是地球最早的超大陆之一，可能在这一时期形成。:1–13

约32.6亿年前，一颗直径约37到58km的小行星撞击于南非，创造了巴博顿绿岩带。